# 시알코트 국제공항
시알코트 국제공항(영어: Sialkot International Airport, IATA: SKT, ICAO: OPST)은 시알코트에 위치한 파키스탄의 국제공항이다.

## 운항 노선

### 국제선
| 항공사            | 목적지                                                        |
| ----------------- | ------------------------------------------------------------- |
| 파키스탄 국제항공 | 바르셀로나, 제다, 쿠웨이트, 무스카트, 밀라노 (말펜사), 샤르자 |
| 살람 에어         | 무스카트                                                      |
| 에어 아라비아     | 샤르자                                                        |
| 에미레이트 항공   | 두바이                                                        |
| 걸프 에어         | 바레인                                                        |
| 사우디걸프 항공   | 담맘                                                          |

## 연계 교통

### 도로 교통
- 자동차
- 버스

### 철도 교통
- 가장 가까운 철도역은 공항에서 5km 떨어진 곳에 위치해 있으며 택시를 이용하여 삼브리알까지 이동이 가능하다.